# Neuengland (Westerstede)
Neuengland ist ein Ortsteil von Westerstede, der Kreisstadt des niedersächsischen Landkreises Ammerland. Er befindet sich im Nordwesten der Stadtgemeinde, bildet zusammen mit Kielburg eine Bauerschaft, welche 2011 etwa 170 Einwohner hatte.

## Geschichte
Erstmals genannt wird das Dorf als Neu Engeland in der Vogteikarte von 1793. Hier war auch ein Johann Abot mit seinem Haus eingezeichnet, der ursprünglich ein englischer Offizier gewesen sein soll und seinen Namen später in Alberts geändert hat. Hierzu gibt es zwei verschiedene überlieferte Erinnerungen. In einer anderen Auslegung, wurde angenommen, dass nach der Besiedlung des engen Landes am Rande des früheren Sumpf- und Hochmoorgebietes Neuengland benannt worden ist.

## Kriegsgefangenenlager
Im 1. Weltkrieg befand sich das Kriegsgefangenenlager Lengener Moor in Neuengland. In zwei Baracken waren je 500 Gefangene untergebracht, die wahrscheinlich Zwangsarbeit im Moor verrichteten. Heute ist von dem ehemaligen Lager nichts mehr zu erkennen.

Auszug aus einem Mannschaftsfoto 1916, beim Kriegsgefangenenlager in Neuengland